# Buckingham-felkelés
A Buckingham-felkelés egy lázadássorozat volt 1483-ban Angliában, amely azután tört ki, hogy Richárd, Glouchester hercege elfoglalta unokaöccse trónját.

## A hamvába holt felkelés
A Buckingham-felkelés alatt a történetírás két egymástól függetlenül szervezett, III. Richárd elleni összeesküvést ért. Az egyiket Henry Stafford, Buckingham hercege, az uralkodó egykori szövetségese vezette. Pontosan nem tudni, miért szakított a királlyal, de a hagyomány – amelynek alapján William Shakespeare is megírta III. Richárd című drámáját – úgy tartja, hogy az uralkodó nem tartotta meg Buckinghamnek tett ígéretét, és nem adta neki az általa igényelt földeket. A mai történettudomány inkább arra hajlik, hogy a herceg megijedt az uralkodó brutalitásától, és attól tartott, őt is megöleti, ha ez áll érdekében. Buckingham lázadásának hátterében állhatott az is, hogy III. Richárd halála után, a Plantagenêt-ház leszármazottjaként, jogot formálhatott volna a trónra.
A herceg felkelését támogatta John Morton püspök, akit a király letartóztattatott, és Buckingham felügyeletére bízott. A korabeli források ellentmondanak egymásnak abban, hogy melyikük beszélte rá a másikat a lázadásra. Valószínűleg a püspök segítségével vette fel Buckingham a kapcsolatot Elizabeth Woodville-lel, IV. Eduárd özvegyével és Margaret Beauforttal, a száműzetésben élő Tudor Henrik édesanyjával. A két nő központi figurája volt egy másik összeesküvésnek, amelyet Lancaster-párti urak szerveztek, köztük a Woodville család tagjai. Mivel biztosak voltak abban, hogy III. Richárd megölette IV. Eduárd két fiát, Tudor Henriket akarták a trónra ültetni, aki elvenné Yorki Erzsébetet, így egyesítve a Lancaster- és York-pártot.
Szeptember 24-én Buckingham írt a Bretagne-ban tartózkodó Tudor Henriknek, arra biztatva a grófot, hogy csatlakozzon felkeléséhez, amely október 18-án kezdődik. A két összeesküvés fő résztvevői ezután kiépítették kapcsolataikat egymással. Egy walesi orvos, Lewis Caerleon volt az összekötő Margaret Beaufort és Erzsébet között, míg a Beaufort–Woodville-kapcsolatot Reginald Bray, Margaret Beaufort egyik embere biztosította. Az asszony úgy tervezte, hogy egy papot, Christopher Urswicket küldi fiához Bretagne-ba, de később férje, Lord Stanley egyik szolgáját menesztette Henrikhez azzal a pénzzel, amelyet Londonban gyűjtöttek össze.
A kémek és a Dél-Angliában idő előtt kitörő lázadás révén III. Richárd már október 11-én tudta, hogy mire készül Buckingham. Meg is kezdte seregei összehívását. Buckingham Walesben próbált csapatokat gyűjteni, de az ottaniak nem akartak a York-uralkodó ellen lázadni, ezért a herceg kénytelen volt október végén elmenekülni. A többi felkelést gyorsan elnyomták, és a fő összeesküvők Bretagne-ba szöktek. Buckinghamet egy régi embere, akinél menedéket keresett, elárulta, így október 31-én őrizetbe vették, majd november 2-án kivégezték.
Tudor Henrik november első hetében indult el seregével Bretagne-ból. Plymouthnál lehorgonyzott, és felderítőket küldött a partra, hogy puhatolják ki, milyen sikerrel járt Buckingham mozgósítása. Amikor megtudta, hogy a herceget kivégezték, visszatért a száműzetésbe.